# Tabanus diversus
Tabanus diversus är en tvåvingeart som beskrevs av Ricardo 1908. Tabanus diversus ingår i släktet Tabanus och familjen bromsar. Inga underarter finns listade i Catalogue of Life.